# 마이클 스펠먼
마이클 스펠먼(Michael Spellman, 1978년 11월 19일 ~ )은 미국의 배우, 연극 배우, 텔레비전 배우이다.
디트로이트에서 태어났다.

## 영화
- 마가린 워스 (2012년)
- 더 어센트 (2010년)